# Auswahlverschulden
Auswahlverschulden (lat. culpa in eligendo, auch culpa in inspiciendo, in custodiendo oder in instruendo) bezeichnet die deliktische Gehilfenhaftung. Während die vertragliche Gehilfenhaftung eine Haftung für Verschulden des Gehilfen wie für eigenes vorsieht, d. h. das Verschulden des Erfüllungsgehilfen dem Schuldner zugerechnet wird (§ 278 Satz 1 BGB, § 1313a ABGB, Art. 101 OR), ist die deliktische Haftung eine Haftung des Geschäftsherrn selbst, jedoch auf ein Verschulden bei der Auswahl der bestellten Person bzw. der für die Verrichtung benötigten Vorrichtungen und Gerätschaften sowie bei der Leitung der Ausführung der Verrichtung beschränkt (§ 831 Abs. 1 BGB, § 1314, 1315 ABGB, Art. 55 OR).
Gegen die Haftung für seinen Verrichtungsgehilfen steht dem Geschäftsherrn nach § 831 Abs. 1 S. 2 BGB der Entlastungsbeweis zu, dass er bei der Auswahl des Verrichtungsgehilfen (einschließlich dessen Überwachung), bei der Beschaffung von Vorrichtungen oder Gerätschaften oder der Leitung der Ausführung der Verrichtung die im Verkehr erforderliche Sorgfalt beachtet hat oder der Schaden auch bei Anwendung dieser Sorgfalt entstanden sein würde.

„Wer einen anderen zu einer Verrichtung bestellt, ist zum Ersatz des Schadens verpflichtet, den der andere in Ausführung der Verrichtung einem Dritten widerrechtlich zufügt. Die Ersatzpflicht tritt nicht ein, wenn der Geschäftsherr bei der Auswahl der bestellten Person und, sofern er Vorrichtungen oder Gerätschaften zu beschaffen oder die Ausführung der Verrichtung zu leiten hat, bei der Beschaffung oder der Leitung die im Verkehr erforderliche Sorgfalt beobachtet oder wenn der Schaden auch bei Anwendung dieser Sorgfalt entstanden sein würde (§ 831 Abs. 1 BGB).“